# Transmode
Transmode var en tidigare börsnoterad leverantör av nätverksövervakningssystem för fiberoptiska datornät. Den huvudsakliga övervakningsmaskinen hade namnet NMB 6001.
En nyckelkomponent i Transmodes maskiner var Axis Communications ETRAX 100 LX-processor.
Företaget avnoterades 2015 efter att ha köpts upp av Infinera. I samband med detta blev företaget indraget i den så kallade "Axis-härvan" på grund av att information om uppköpet läckte från en anställd vid investmenbanken Lazard i Stockholm.